# Hart aber fair

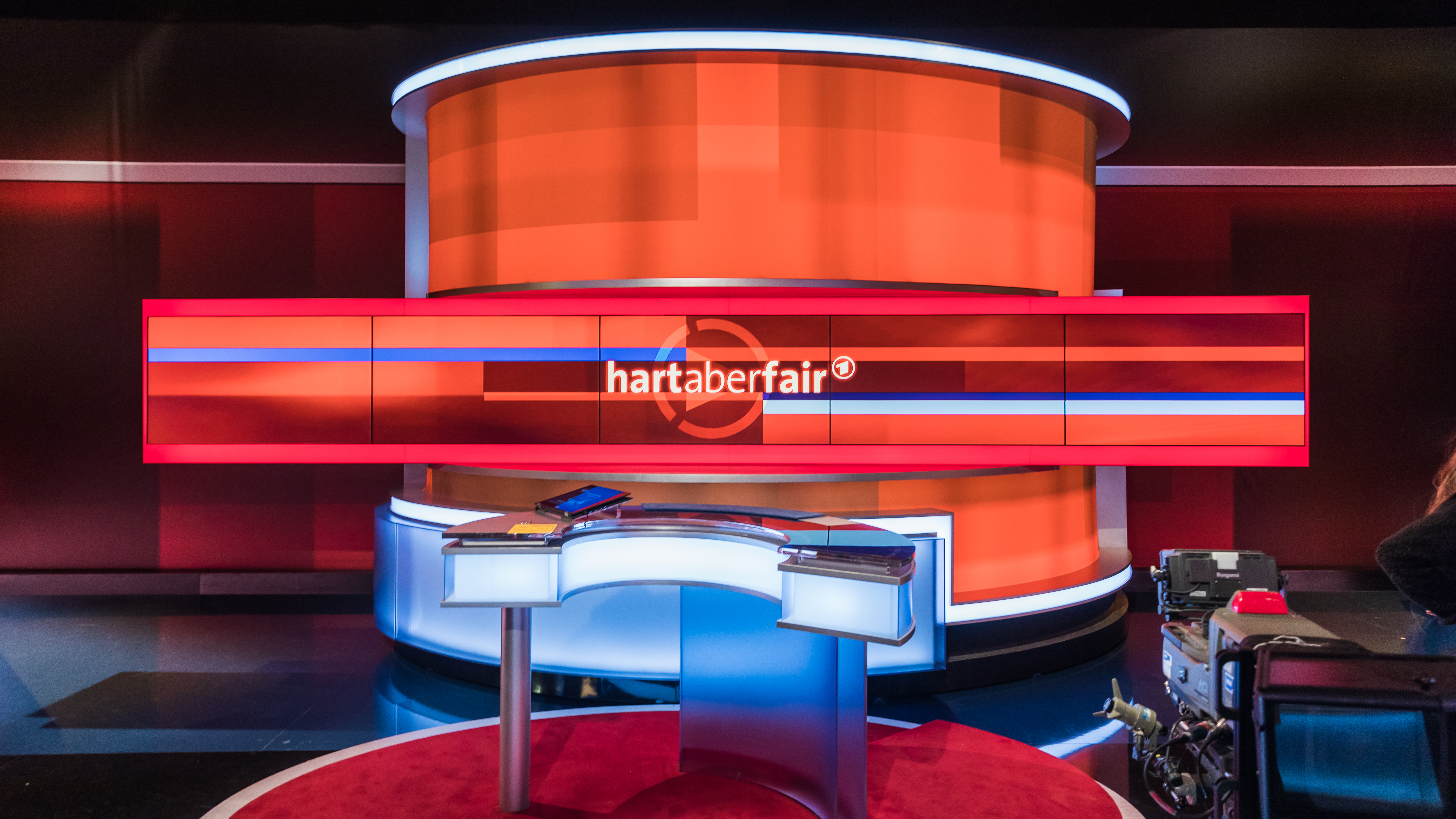
Teil der Kulisse bis 2024

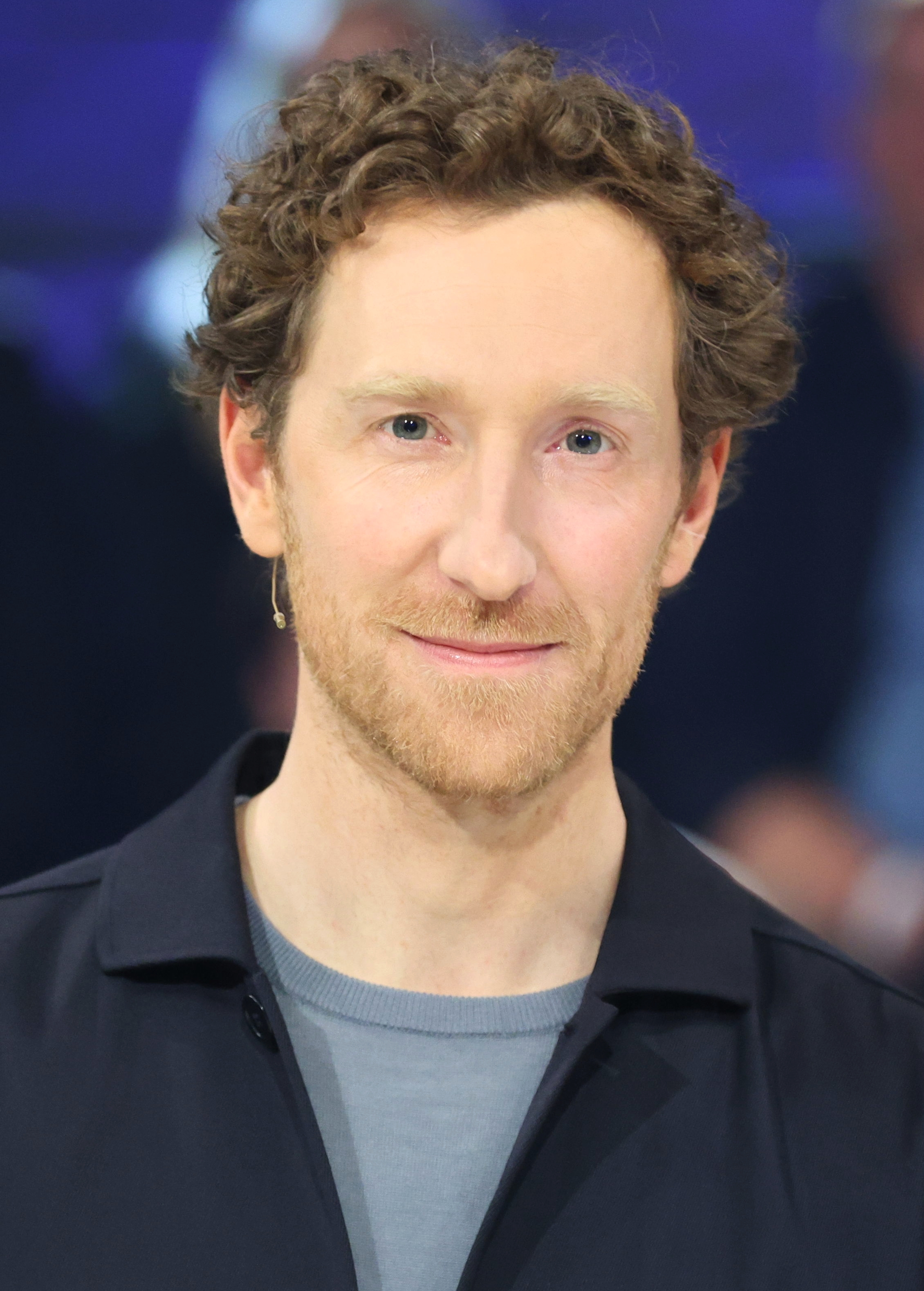
Moderator Louis Klamroth (2025)

Hart aber fair (Eigenschreibweisen: hart aber fair, hartaberfair) ist eine wöchentliche politische Talkshow. In der 75-minütigen Sendung, die am Montagabend im Ersten und dienstagabends auf tagesschau24 ausgestrahlt wird, diskutiert der Moderator mit seinen Gästen ein aktuelles kontroverses Thema. Die Zuschauer erhalten durch kurze Einspielfilme zusätzliche Informationen und können sich direkt beteiligen. Vor dem Wechsel ins Hauptprogramm der ARD lief die Sendung sieben Jahre lang im WDR Fernsehen. Von 2001 bis November 2022 wurde die Sendung von Frank Plasberg moderiert, seit Januar 2023 ist Louis Klamroth Moderator.

## Konzept
Die Redewendung „hart, aber fair“ geht auf die Sprache von Fußballkommentaren seit der Nachkriegszeit zurück. Wie der Name andeutet, sollte die Diskussion offen und kontrovers geführt werden. Statt ideologisch und parteipolitisch geprägter Aussagen sollen dabei sachliche Argumente im Vordergrund stehen. Deshalb gehören neben Politikern auch wissenschaftliche Experten, Vertreter anderer Organisationen und direkt beteiligte oder betroffene Personen zu den Teilnehmern der Diskussionsrunde. Die Gäste werden so ausgewählt, dass unterschiedliche Positionen vertreten werden. Die Redaktion recherchiert Informationen zum Thema der jeweiligen Sendung, um zusätzliche Argumente zu liefern und die Hintergründe für die Zuschauer verständlicher darzustellen.

## Ablauf der Sendung
Zu Beginn der Sendung nennt der Moderator das zu diskutierende Thema, das mit einem Slogan als Frage formuliert ist. Anschließend werden die fünf Gäste einzeln vorgestellt, wobei der Moderator aus dem Off deren Name und Funktion nennt. Im Verlauf der nun beginnenden Diskussionen greift der Moderator bei entsprechender Gelegenheit mit Einspielfilmen ein. In den kurzen Beiträgen erhalten die Zuschauer ergänzende Informationen durch Statistiken, Interviews oder Zeitungsberichte. Manchmal wird auch einer der Gäste in einem Beitrag direkt angesprochen und mit seinen früheren, umstrittenen Aussagen konfrontiert.
Zusätzlich zu den Gästen am Tisch gibt es manchmal noch ein Einzelgespräch mit einer Person, die sich auf besondere Weise mit dem Thema beschäftigt. Im Laufe der zweiten Hälfte der Sendung sprachen Plasberg bzw. Klamroth mit Brigitte Büscher, die eine Auswahl von Zuschauerreaktionen vorträgt. Büscher verabschiedete sich im Dezember 2023 nach 23 Jahren von der Sendung. Damit entfiel dieser Teil. Die TV-Zuschauer haben vor und während der Sendung die Möglichkeit, via Facebook, X oder im Zuschauer-Forum auf der Website einen Kommentar zum Thema abzugeben. Am Dienstagmittag veröffentlicht die Redaktion im Internet den sogenannten Faktencheck, in dem einige strittige Aussagen oder von den Gästen genannte Zahlen überprüft werden. Am Mittwoch erscheint eine gekürzte und von Klamroth kommentierte Version als hart aber fair 2GO in der Mediathek.

## Produktion und Ausstrahlung

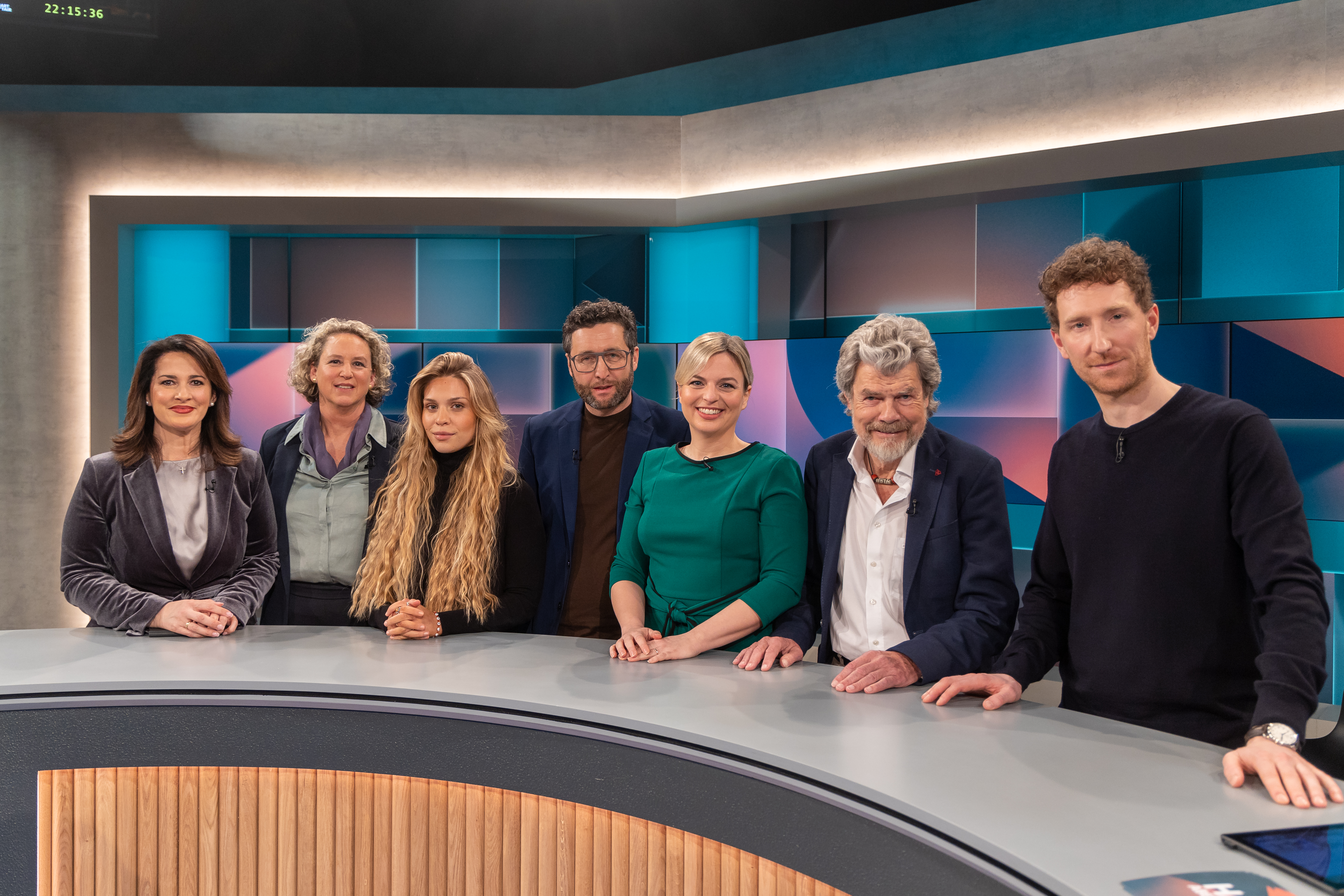
Gruppenfoto der Sendung vom 26. Februar 2024 mit Michaela Kaniber, Martina von Münchhausen, Anja Windl, Florian Stern, Katharina Schulze; Reinhold Messner und Louis Klamroth in neuer Kulisse

Die Sendung wird entweder aus Köln oder Berlin live gesendet. In Köln findet die Produktion im Studio B des WDR An der Rechtschule statt. Der Berliner Standort, der wegen der räumlichen Nähe zur Bundesregierung gewählt wurde, befindet sich in den Studios der Studio Berlin-Adlershof GmbH in Adlershof. Vor dem 21. Oktober 2009 nutzte man in der Hauptstadt das Globe City Studio. Die montägliche Live-Ausstrahlung beginnt in der Regel um 21:00 Uhr. Die ersten Wiederholungen der aktuellen Ausgabe sind in der darauf folgenden Nacht um 3:10 Uhr und am Dienstagmorgen um 8:45 Uhr bei Das Erste zu sehen, bei 3sat am gleichen Tag um 10:15 Uhr. Außerdem zeigt das digitale ARD-Programm tagesschau24 die Sendung dienstags um 20:15 Uhr.
hart aber fair wurde ab dem 31. Januar 2001 mittwochs um 20:15 Uhr als 90-minütiges Format im WDR Fernsehen ausgestrahlt. Später wechselte sie zur ARD. Sie gewann mehrere Preise, sodass vermehrt gefordert wurde, die Sendung ins Programm des Ersten aufzunehmen. Sowohl der damalige WDR-Intendant Fritz Pleitgen als auch prominente Unterstützer wie Harald Schmidt befürworteten diesen Vorschlag. Die Sendung wurde bis zum 10. Oktober 2007 im WDR und ab dem 24. Oktober 2007 im Ersten gesendet. Die erste Ausgabe im Ersten verfolgten insgesamt 3,43 Millionen Zuschauer bei 13,4 Prozent Marktanteil. In der Gruppe der werberelevanten Zielgruppe lag der Marktanteil bei 4,6 Prozent durch 500.000 Zuschauer.
Im Internet wird die aktuelle Sendung als Livestream in der ARD-Mediathek gezeigt. Dort sind auch vergangene Ausgaben der Sendung zu sehen, die zudem auf der hart aber fair-Website eingebunden sind, wo neben dem Player weitere Informationen zu den Sendungen und den Gästen vorgehalten werden. Im Juni 2023 wurde eine Neukonzeption der Sendung ab 2024 angekündigt. Dazu gehörte auch die Ausrichtung an eine jüngere Zielgruppe durch das Mediathekformat hart aber fair 2GO, so wie ein neues Studio. Die Gäste sitzen sich nun in einem Rund gegenüber und über Augmented Reality können Inhalte in den Mittelkreis eingeblendet werden. Diese sind aber nur für den TV Zuschauer zu sehen.
Die Produktion der Sendung wurde von 2005 bis 2023 von Ansager & Schnipselmann, einem Gemeinschaftsunternehmen von Frank Plasberg und Jürgen Schulte, produziert. Ab 2024, nur ein Jahr nach Plasbergs Rücktritt, wechselte die Produktion aufgrund von internen Differenzen zu Florida Factual, wo Louis Klamroth eine Minderheitsbeteiligung besitzt.
Einem Recherchebericht des Business Insider zur Folge sind die Abrufzahlen von „Hart aber fair“ auf deren ARD-Online-Plattform unter Louis Klamroth im ersten Halbjahr 2024 um 70.000 Abrufe niedriger ausgefallen als erwartet.

## Rezeption
Aussagen des hessischen Ministerpräsidenten Roland Koch zur Jugendkriminalität sorgten im Januar 2008 für Unruhe bei türkischen Migranten.
Im Oktober 2009 sah sich die Redaktion dem Vorwurf mangelhafter Recherche ausgesetzt, als der Journalist Klaus Martens ein umstrittenes Medikament gegen Neurodermitis vorstellte. Der Rundfunkrat des WDR verurteilte anschließend Martens’ Dokumentarfilm, wies aber die Programmbeschwerde gegen hart aber fair ab. Für große Aufmerksamkeit sorgte auch der Auftritt des wegen seiner Aussagen über Migranten kritisierten Thilo Sarrazin im September 2010.
Eine Sendung zum Thema Baumärkte am 23. April 2012 erregte beachtlichen Unmut bei den Zuschauern, die darin eine Verflachung der ansonsten anspruchsvoll-politischen Themenkultur der Talkshow sahen. Auch in anderen Medien und im Feuilleton stieß die Sendung unter dem Titel Wissen, wo der Hammer hängt – was treibt die Deutschen in den Baumarkt? auf Kritik und manche Ironie. Verschiedene Stimmen brachten das aus Sicht vieler Stammzuschauer eigentümliche Thema mit Quoten-Problemen des Talkformats in Verbindung. Tatsächlich hatte die Baumarkt-Folge die niedrigste Quote seit dem Wechsel der Sendezeit von Mittwoch auf Montag.
Die Sendung vom 2. März 2015 Nieder mit den Ampelmännchen – Deutschland im Gleichheitswahn? wurde aufgrund einer Empfehlung des Rundfunkrates nach Programmbeschwerden und Protesten nachträglich aus der WDR-Mediathek und dem ARD-Portal gelöscht. Laut einer Erklärung der Vorsitzenden des WDR-Rundfunkrates, Ruth Hieronymi, waren die Auswahl der Talkgäste (Wolfgang Kubicki, Anton Hofreiter, Birgit Kelle, Anne Wizorek und Sophia Thomalla) und die Gesprächsleitung der Ernsthaftigkeit des Themas Gender nicht gewachsen. Unter anderem die Frankfurter Allgemeine Zeitung warf dem WDR Zensur vor. Der Fernsehdirektor des WDR, Jörg Schönenborn, wies dies „entschieden zurück“, da ein solcher Tadel zu „gravierend“ sei, um ihn leichtfertig zu nutzen. Ende August wurde die Sendung wieder in die Mediathek aufgenommen. Jörg Schönenborn äußerte dazu, dass schon der Anschein einer mangelnden Unabhängigkeit, der durch die nicht angemessenen Vorwürfe von Selbstzensur und Zensur entstanden sei, die Arbeit des WDR beeinträchtige. Die heftigen Reaktionen zeigten seiner Ansicht nach, dass die Entscheidung, den Beitrag zu löschen, nicht richtig war. Am 7. September 2015 wurden die Kritik an der vorherigen Sendung und die Gender-Debatte in einer weiteren Ausgabe der Talkshow thematisiert. Zusätzlich zu den Gästen vom 3. März nahmen Jörg Schönenborn und die Grünen-Politikerin Sybille Mattfeldt-Kloth, die als Vorsitzende des Landesfrauenrates Niedersachsen eine Programmbeschwerde eingereicht hatte, teil.
Am 22. Mai 2018 wurde hart aber fair in der ZDF-Kabarettsendung Die Anstalt als „hart aber leer mit Frank Blasbalg“ thematisiert. Kritisiert wurde u. a., dass privat produzierte Talkshows wie hart aber fair deutlich teurer sind als Eigenproduktionen, wobei fälschlicherweise die beim ZDF laufende und von Gruppe 5 produzierte Talkshow Maybrit Illner als Eigenproduktion charakterisiert wurde.
Die Übernahme von Louis Klamroth als Moderator wurde im WDR-Rundfunkrat kritisiert. Er hätte vor seiner Vertragsunterzeichnung nicht transparent gemacht, mit der Klimaschutzaktivistin Luisa Neubauer liiert zu sein. Aus der Sicht einiger Mitglieder des Rundfunkrats liegt darin ein Verstoß gegen die Compliance-Regeln des WDR, nach denen Mitarbeiter Berufliches und Privates strikt voneinander trennen müssen, um den öffentlich-rechtlichen Rundfunk vor dem Vorwurf politischer Interessenkonflikte zu schützen. Laut WDR hatte Klamroth die Beziehung dem Sender nach der Bekanntgabe, aber vor der Vertragsunterzeichnung offengelegt.

## Auszeichnungen
- 2003: Deutscher Fernsehpreis in der Kategorie Beste Informationssendung[27]
- 2005: Hanns-Joachim-Friedrichs-Preis für Fernsehjournalismus[28]
- 2005: Adolf-Grimme-Preis in der Kategorie Information & Kultur[29]
- 2005: Ernst-Schneider IHK Medienpreis für die Sendung Firma saniert – Mitarbeiter ruiniert vom 20. Oktober 2004[30]
- 2006: Bayerischer Fernsehpreis an Frank Plasberg für seine Moderation[31]
- 2019: Die Goldene Kartoffel für ihre Sendungsinhalte[32]

## Trivia

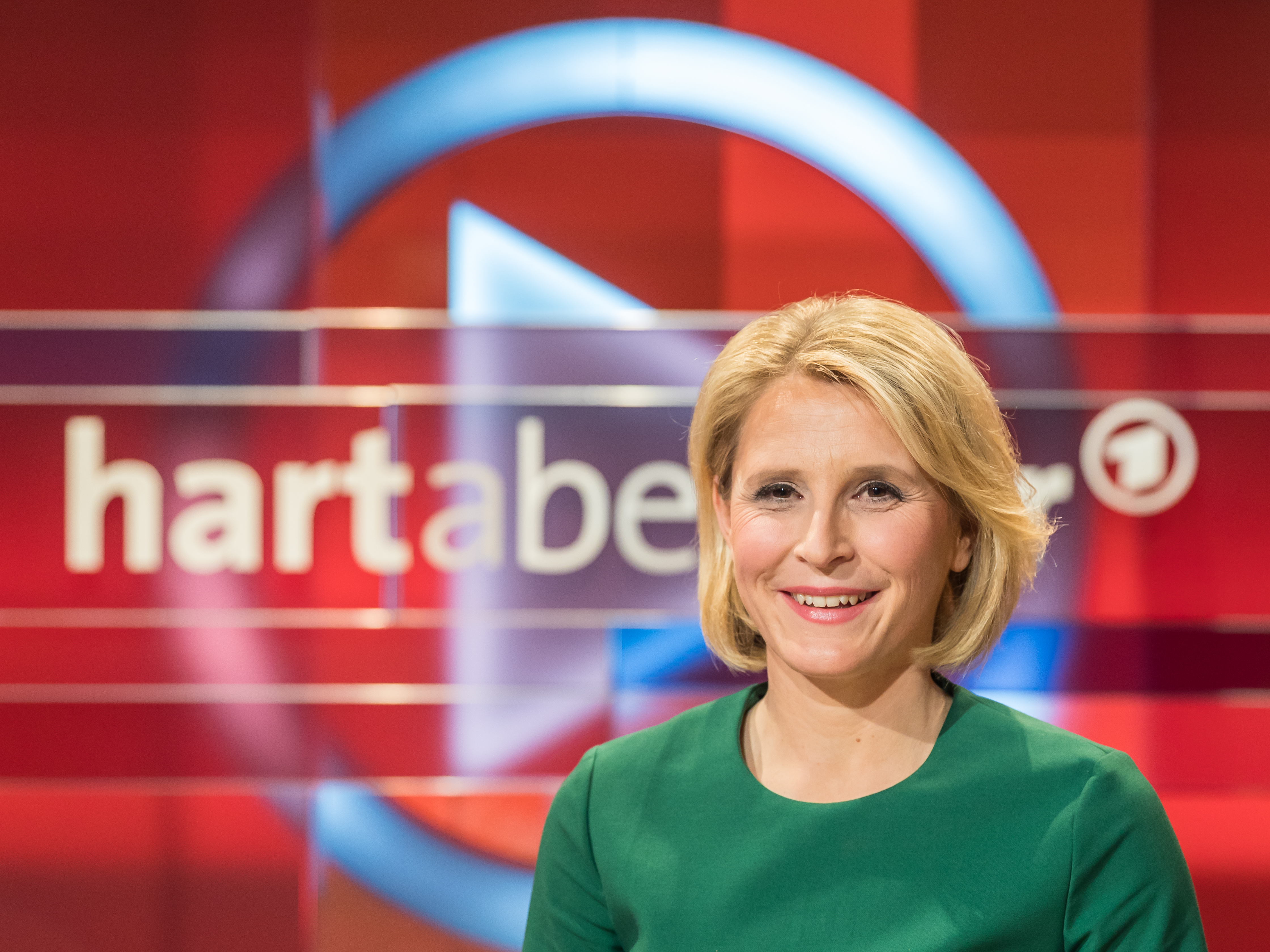
Susan Link als Moderatorin am 3. Februar 2020

- Das Titellied und die Liedsequenzen im Hintergrund sind aus dem Lied Thank you der britischen Band Faithless.[33]
- Das Lied, welches ursprünglich während der kurzen Filmbeiträge fast immer im Hintergrund lief, heißt Cups und stammt vom britischen Elektronik-Duo Underworld.[34][35] Mittlerweile wird allerdings eine daran angelehnte Eigenproduktion gespielt.
- Im Jahre 2009 wurde die Sendung in den Handlungsstrang der Fernsehserie Der kleine Mann einbezogen. Als Thema wurde Die Beziehung zwischen Ost- und Westdeutschland verwendet.[36] Auch in dem erfolgreichen Spielfilm Er ist wieder da kommt die Sendung hart aber fair vor.
- Im Januar und Februar 2020 vertrat Susan Link den erkrankten Plasberg als Moderatorin.